# August Enhörning
Erik August Enhörning, född 18 maj 1860 i Luleå, död 18 juli 1944 i Stockholm, var en svensk direktör och riksdagsledamot. Han var brorson till Johan August Enhörning.

## Biografi
Enhörning föddes 1860 men redan 1863 avled hans mor och samma år utvandrade fadern till Nordamerika. Efter läroverksstudier i Piteå blev Enhörning år 1877 kontorist i sin farbror J.A. Enhörnings trävarufirma i Kubikenborg, då benämnd Kubikenborgs sågverksbolag, och sändes av honom till England för språkstudier. Han blev vid farbroderns död 1885 disponent för anläggningen, som 1891 övertogs av J.A. Enhörnings trävaru AB, där han var huvuddelägare och direktör 1891–1926. På 1930-talet ägde företaget omkring 70 000 tunnland skogar i Västerbottens, Norrbottens och Jämtlands län samt drev flera sågverk. Då bolagets ekonomi kraschade 1933 övertogs dess tillgångar av SCA.
Enhörning var även verkställande direktör i Lars Lithanders trävaru AB samt flera rederier, ordförande i Ljungans och Indalsälvens flottningsföreningar, i Västernorrlands och Jämtlands läns handelskammare samt i styrelserna för Sågverksförbundet och för Västernorrlands läns sinnesslöanstalt. Vidare var han vice ordförande i Svenska träexportföreningen, styrelseledamot i Svenska arbetsgivareföreningen och Sveriges allmänna exportförening med flera. Åren 1918–1930 var han grekisk konsul i Sundsvall. Vid 1918 års kyrkomöte var han lekmannaombud.
Från 1899 var Enhörning ledamot av Västernorrlands läns landsting, som gav honom plats i Sveriges riksdags första kammare första gången 1903–1909 samt under två mandatperioder från 1919, då han också var ledamot av bankoutskottet. I riksdagen intog han en bemärkt ställning inom den moderata gruppen och arbetade energiskt för näringslivets intressen. Enhörning blev riddare av Vasaorden 1901, och kommendör av andra klassen 1921. Han blev riddare av Nordstjärneorden 1917.
På initiativ av Enhörning bildades 1899 Rederi AB Höfding, vars ändamål var att efter inköp av lämpliga last- och bogserångare samt transportpråmar af trä och jern, idka rederirörelse och fraktfart – såväl mellan svenska som svenska och utländska hamnar jemte annan dermed förenlig verksamhet. Aktiekapitalet var 250 000 kronor, fördelat på 50 aktier. Aktierna ägdes till 90 procent av J A Enhörnings Trävaru AB och återstående 10 procent av styrelsemedlemmarna i bolaget.
August Enhörning var son till inspektoren Erik Adolph Enhörning och Maria Katarina Enhörning, född Gowenius. Han gifte sig 1889 med Signe Welin som var dotter till grosshandlaren Johan Philip Welin och Nicoline Tallqvister. Makarnas äldsta dotter Margareta Enhörning var gift med ryttmästaren friherre Carl Rosenblad och två yngre döttrar, Lisa Enhörning och Brit Marie Enhörning, var gifta med Gustaf Göranson, som var direktör i J. A. Enhörnings trävaru AB och sist i SCA. En son till makarna var Curt Enhörning. August Enhörning är begravd på Skönsmons kyrkogård.